# Pierre-Antoine Poiteau

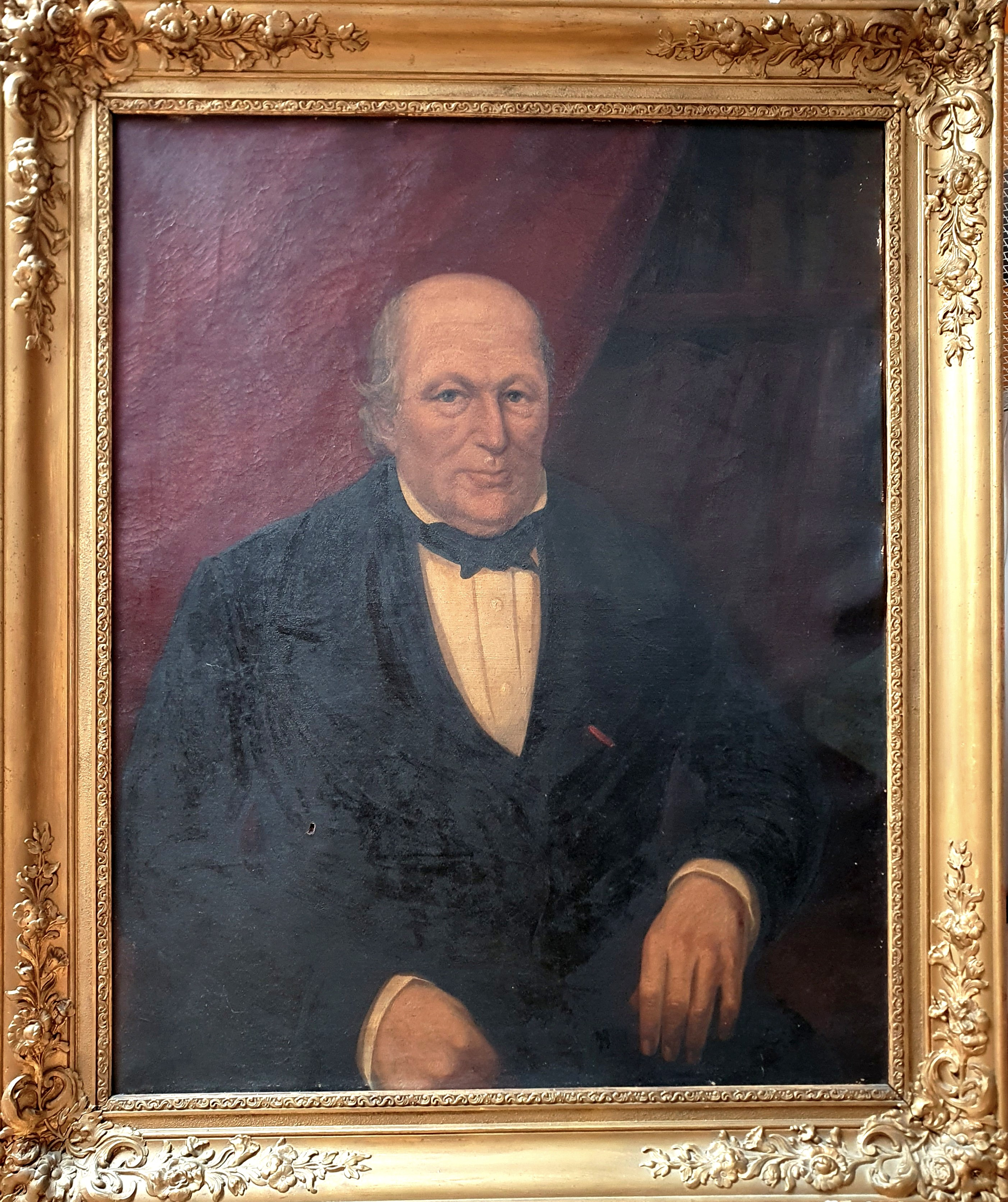
Pierre-Antoine Poiteau

Pierre-Antoine Poiteau, född 23 mars 1766 i Ambleny, Aisne, död 27 februari 1854 i Paris, var en fransk botaniker och trädgårdsman. 
Efter att ha praktiserat i trädgårdsyrket i Paris och samtidigt studerat botanik utsändes han 1796 till Saint-Domingue och 1817 till Guyana, varifrån han hemförde värdefulla botaniska samlingar. Tillsammans med Pierre Jean François Turpin utgav han 1807–1835 ett praktfullt pomologiskt arbete, blygsamt nog betecknat som utvidgad upplaga av Henri-Louis Duhamel du Monceaus Traité des arbres fruitiers (ny upplaga av Poiteau ensam 1837–1847). 
År 1829 uppsatte Poiteau den ansedda tidskriften "Revue horticole", och under 30 år redigerade han Annales de la Société centrale d'horticulture. En hel del botaniska arbeten av honom publicerades, dels i "Annales du Museum d'histoire naturelle", dels som självständiga verk.
Auktorsnamnet Poit. kan användas för Pierre-Antoine Poiteau i samband med ett vetenskapligt namn inom botaniken; se Wikipediaartiklar som länkar till auktorsnamnet.